# Ladomerská Vieska
Ladomerská Vieska ist eine Gemeinde in der Mittelslowakei.

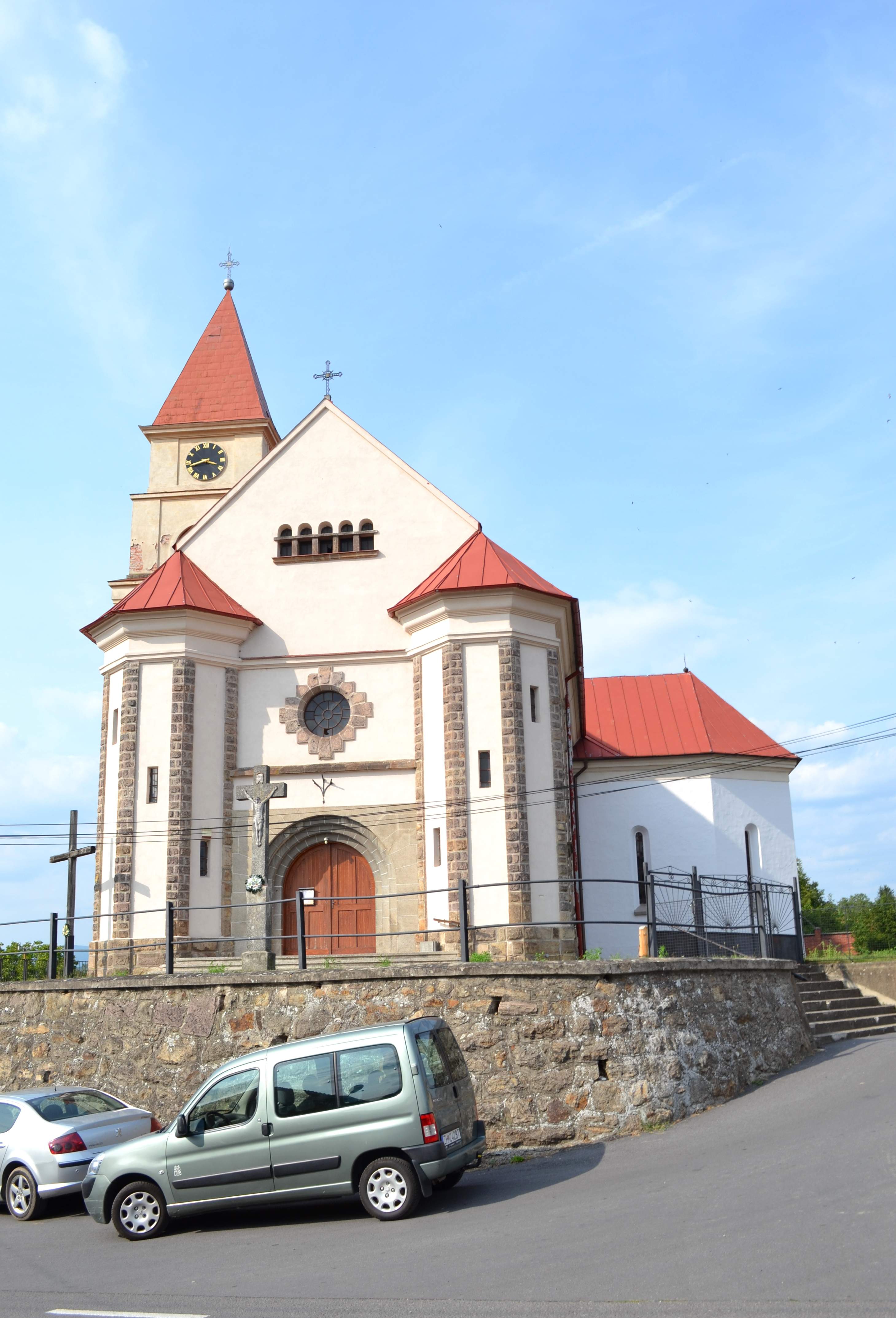
Christkönigskirche

## Lage
Sie liegt im Grantal am linken Ufer des Flusses, am Fuße der Schemnitzer Berge, 2 km von Žiar nad Hronom entfernt (rechter Ufer der Hron). Sie hat einen Bahnhof an der Bahnstrecke Nové Zámky–Zvolen.

## Geschichte
Die Teilorte wurden 1355 (Ladomer, als Lodomar) beziehungsweise 1352 (Vieska) erwähnt. Die heutige Gemeinde entstand 1960 durch Zusammenschluss der Orte Ladomer und Vieska und war von 1971 bis 1991 ein Teil der Stadt Žiar nad Hronom.

## Bevölkerung
| Jahr                | 1994 | 2004    | 2014    | 2024    |
| ------------------- | ---- | ------- | ------- | ------- |
| Anzahl der Personen | 819  | 782     | 805     | 758     |
| Unterschied         |      | −4,51 % | +2,94 % | −5,83 % |

| Jahr                | 2023 | 2024    |
| ------------------- | ---- | ------- |
| Anzahl der Personen | 763  | 758     |
| Unterschied         |      | −0,65 % |